# Robert Kappus
Robert Kappus  (Frankfurt am Main, 8 de novembro de 1904 – Paris, 20 de fevereiro de 1973) foi um engenheiro mecânico alemão.
Kappus estudou engenharia mecânica de 1924 a 1929 na Universidade Técnica de Darmstadt, onde foi assistente de Wilhelm Schlink (Lehrstuhl für Mechanik und Aerodynamisches Institut). Esteve depois até 1945 na Deutsche Versuchsanstalt für Luftfahrt (DVL) em Berlin-Adlershof. Em 1938 obteve um doutorado na Universidade Técnica de Berlim. De 1947 a 1969 esteve na ONERA em Châtillon, próximo a Paris, trabalhando com análise de tensões em aviões e a partir de 1955 com a dinâmica de aeronaves como estruturas, com aero e termoelasticidade de aeronaves.
Teve sucesso em elaborar uma teoria exata da torção de barras de perfil aberto na faixa elástica. Anteriormente havia apenas soluções aproximadas (Herbert Wagner, Friedrich Bleich, Hans Heinrich Bleich). Outros trabalhos seus foram importantes para a teoria da elasticidade, como um trabalho de 1939, no qual aprimorou trabalhos de Erich Trefftz sobre estabilidade elástica.

## Obras
- Drillknicken zentrisch gedrückter Stäbe mit offenem Profil im elastischen Bereich, Luftfahrt-Forschung, Volume 14, 1937, p. 444–457.
- Zur Elastizitätstheorie endlicher Verschiebungen, Zeitschrift für Angewandte Mathematik und Mechanik (ZAMM), Volume 19, 1939, p. 271–285
- Zentrisches und exzentrisches Drehknicken von Stäben mit offenem Profil, Der Stahlbau, Volume 22, 1953, p. 6–12.